# Auslandsverschuldung
Als Auslandsverschuldung bezeichnet man den Gesamtbestand aller Verbindlichkeiten, welche die Wirtschaftssektoren Staat, nichtfinanzielle und finanzielle Sektoren einer Volkswirtschaft gegenüber dem Ausland haben. 
Das Gegenstück zur Auslandsverschuldung ist das Auslandsvermögen. Die Differenz zwischen diesen beiden Größen wird als Nettoauslandsvermögen bezeichnet.